# Jitzchak Herzog

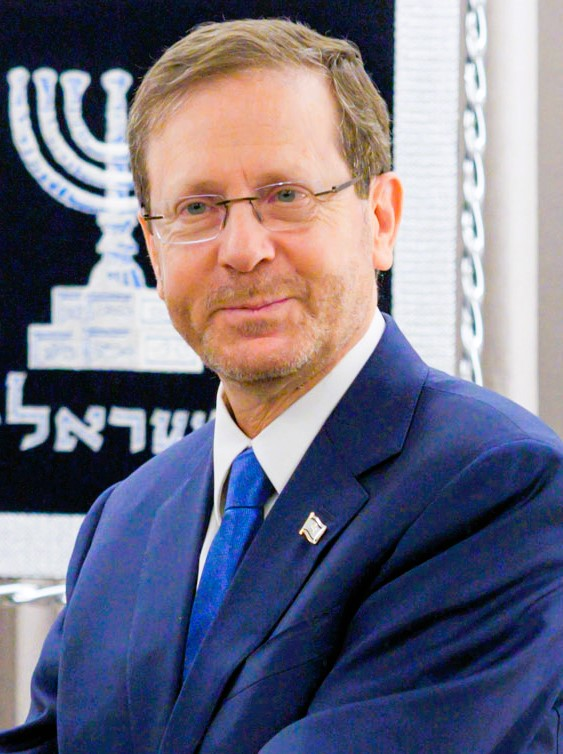
Jitzchak Herzog (2023)

Jitzchak „Bougie“ Herzog (hebräisch יצחק הרצוג; englisch Isaac Herzog; deutsch auch Isaak Herzog; * 22. September 1960 in Tel Aviv) ist ein israelischer Rechtsanwalt und Politiker. Seit dem 9. Juli 2021 ist er Staatspräsident Israels; der erste, der nach der Gründung Israels geboren wurde. Er war von 2013 bis 2017 Parteivorsitzender der Awoda und trat als Spitzenkandidat des Mitte-links-Oppositionsbündnisses Zionistische Union bei der Knessetwahl im März 2015 gegen Premier Benjamin Netanjahu an.

## Leben
Jitzchak Herzog ist der Sohn des aus Irland nach Palästina immigrierten Juristen, Offiziers und Politikers Chaim Herzog, der von 1983 bis 1993 Staatspräsident Israels war, und von Aura Herzog (geborene Ambache, 1924–2022). Sein Großvater war Isaak HaLevy Herzog, der erste irische Großrabbiner und spätere aschkenasische Oberrabbiner von Palästina und Israel. Zu seiner politisch aktiven Verwandtschaft zählten auch seine Onkel, der israelische Außenminister Abba Eban, der mit Suzy, der Schwester von Aura, verheiratet war, und der Diplomat Ja’akov Herzog. Sein Bruder Michael (* 1952) ist seit November 2021 israelischer Botschafter in den Vereinigten Staaten. Sein zweiter Bruder Yoel ist Staatsanwalt und war Brigadegeneral in der israelischen Armee. Seine Schwester Ronit ist klinische Psychologin. Herzogs Spitznamen Bougie soll seine in Ägypten aufgewachsene und an französischen Schulen ausgebildete Mutter Aura aus dem hebräischen Wort für „Puppe“ – buba – und dem französischen Kosewort joujou geprägt haben.
Als sein Vater Ständiger Vertreter Israels bei den Vereinten Nationen war (1975–1978), besuchte Herzog die orthodox-jüdische Ramaz School in New York City, wo er Vizepräsident der Schülervertretung war. Anschließend trat er 1978 in die israelischen Streitkräfte ein und diente in der Unit 8200, einer Spezialeinheit für elektronische Aufklärung.
Jitzchak Herzog studierte Jura an der Universität Tel Aviv sowie der Cornell University. Er ist verheiratet mit Michal Herzog und hat drei Kinder. Sie leben in Tel Aviv.
Das Findungskomitee der Jewish Agency for Israel ernannte ihn im August 2018 einstimmig zum Vorsitzenden und entschied sich dabei gegen den von Ministerpräsident Netanjahu unterstützten Kandidaten Yuval Steinitz. Er übte diese Funktion bis zu seiner Wahl zum Staatspräsidenten aus.

## Politische Tätigkeit

### Beamter in der israelischen Verwaltung

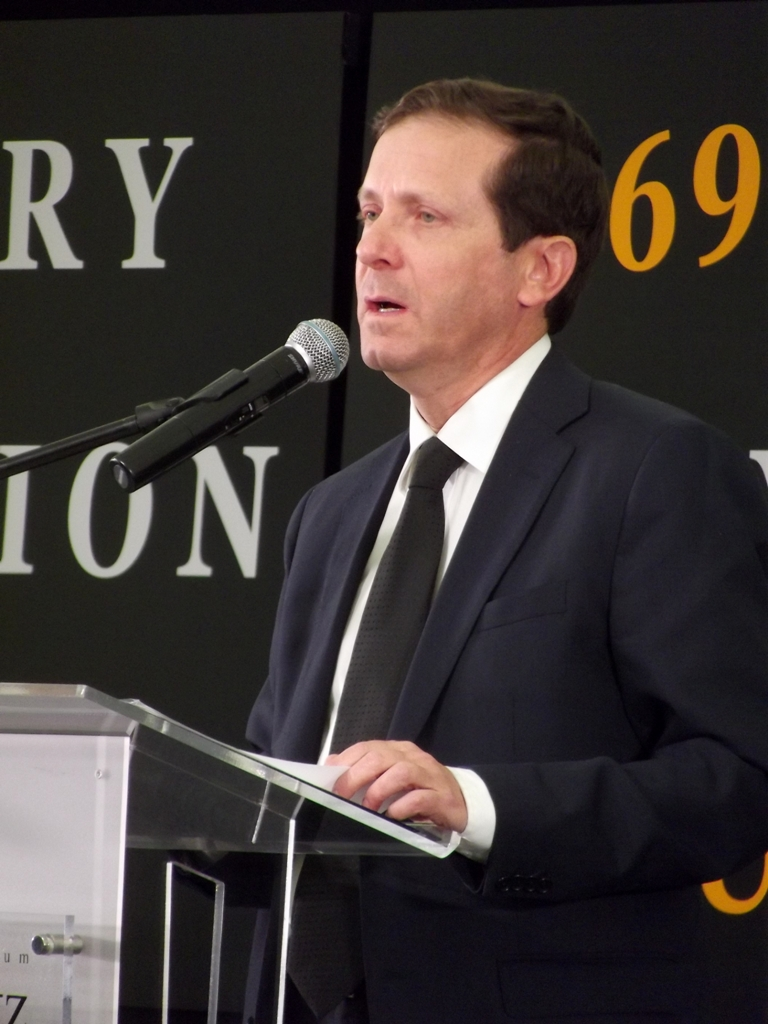
Jitzchak Herzog (2014)

Herzog arbeitete bereits in der Regierung Ehud Baraks (1999–2001) als Kabinettssekretär. Von 2000 bis 2003 leitete er die israelische Anti-Drogen-Behörde.

### Mitglied der Knesset und der israelischen Regierung
Bei den israelischen Parlamentswahlen 2003 gewann er einen Sitz in der Knesset für die Arbeitspartei (Awoda). Er startete mehrere Gesetzesinitiativen. Als im Jahr 2005 die Arbeitspartei in die Koalition mit Ariel Scharons Likud eintrat, wurde Herzog Minister für Wohnungs- und Bauwesen. Allerdings trat er bereits Ende November mit Ausscheiden der Arbeitspartei aus der Koalition wieder zurück. Bei der Parlamentswahl 2006 holte Herzog erneut ein Mandat und wurde unter Ehud Olmert zunächst Tourismusminister, 2007 jedoch nach dem Eintritt von Jisra’el Beitenu in die Regierung wechselte er an die Spitze des Ministeriums für Sozialwesen und wurde außerdem zum Minister für Diasporaangelegenheiten und den Kampf gegen den Antisemitismus ernannt. In dieser Funktion übte er scharfe Kritik an den erneuten Plänen zur Seligsprechung Papst Pius’ XII. Bei den Wahlen zur Knesset im Jahr 2009 hatte Herzog nach dem Parteivorsitzenden Barak den zweiten Listenplatz inne und wurde damit erneut Abgeordneter.
In der 32. Regierung des Landes unter Benjamin Netanjahu, der die Arbeitspartei als Koalitionspartner angehörte, übernahm Herzog erneut das Amt des Sozialministers. Trotz seiner Ministertätigkeit übte er mehrmals Kritik an der Politik der Regierung und erklärte schließlich nach dem Bruch Ehud Baraks mit der Arbeitspartei am 17. Januar 2011 seinen Rücktritt. Im November 2013 wurde er zum Parteivorsitzenden gewählt. Er wurde Oppositionsführer gegen die Regierung Netanjahu in der Knesset und trat bei der vorgezogenen Neuwahl im März 2015 als Spitzenkandidat der gemeinsamen Wahlliste Zionistische Union an, die Awoda gemeinsam mit Tzipi Livnis Partei Ha-Tnu’a gebildet hat.

### Israelischer Staatspräsident
Am 2. Juni 2021 wurde Herzog bei der Präsidentschaftswahl von der Knesset in geheimer Abstimmung mit 87 Stimmen zum neuen Staatspräsidenten gewählt. Das ist die höchste Mehrheit, die es je bei einer Präsidentenwahl in der Knesset gegeben hat. Er setzte sich damit gegen die Mitbewerberin, Israel-Preisträgerin Miriam Peretz, durch, die 26 der 120 Stimmen erhielt. Er wurde am 7. Juli 2021 in der Knesset vereidigt und löste mit seinem Amtsantritt am 9. Juli 2021 seinen Vorgänger Reuven Rivlin ab.
Im Januar 2022 führte er einen in der Bedeutung als „historisch“ bezeichneten Staatsbesuch in den Vereinigten Arabischen Emiraten durch.
Nach dem Terrorangriff der Hamas auf Israel am 7. Oktober 2023 forderte die israelische Regierung 1,1 Millionen Menschen im Gazastreifen auf, ihre Häuser zu verlassen, und Herzog sagte am 13. Oktober, dass Angriffe der israelischen Armee auf vorgebliche Zivilisten im Gazastreifen gerechtfertigt seien:
»Es ist die ganze Nation da draußen, die verantwortlich ist. Dieses Gerede, dass die "Zivilbevölkerung" nichts weiß und nicht beteiligt ist, das ist absolut nicht wahr. Sie hätten sich erheben können; sie hätten gegen das böse Regime kämpfen können, das den Gazastreifen mit einem Putsch übernommen hat.«
Diese Aussage von Herzog und andere Aussagen führender israelischer Politiker (darunter Yoav Gallant und Israel Katz) wurden später in der "Völkermord"-Anklage des Internationalen Gerichtshofes von Joan E. Donoghue zitiert.
Am 15. Dezember 2023 sah Herzog die Voraussetzungen für Gespräche über eine Zweistaatenlösung in Folge der Angriffe am 7. Oktober für nicht gegeben an. Anders als Kabinettsmitglieder der Regierung unter Benjamin Netanjahu spricht er sich jedoch nicht gegen eine Zweistaatenlösung aus. Herzog sagte: „Meine Nation wurde beraubt. Meine Nation ist traumatisiert“. Herzog äußerte sich einen Tag vor einem geplanten Treffen mit dem Nationalen Sicherheitsberater der USA, Jake Sullivan. Zuvor hatte Israels Botschafterin in Großbritannien, Tzipi Hotovely, eine Zweistaatenlösung in einem Fernsehinterview ausgeschlossen.